# Гута (Закарпатская область)
Гу́та (укр. Гута) — село в Оноковской сельской общине Ужгородского района Закарпатской области Украины.
Население по переписи 2001 года составляло 285 человек. Почтовый индекс — 89411.